# Jaroslav Květoň
Jaroslav Květoň est un astronome tchécoslovaque/tchèque.
Le Centre des planètes mineures le crédite de la découverte de deux astéroïdes effectuée dans le courant de l'année 1979.
| (2672) Písek  | 31 mai 1979       |
| (7218) Skácel | 19 septembre 1979 |